# Jukka Rangell
Johan Wilhelm (Jukka) Rangell (Hauho, 25 ottobre 1894 – Helsinki, 12 marzo 1982) è stato un politico ed economista finlandese, primo ministro dal 1941 al 1943.
Si oppose alla deportazione degli ebrei finlandesi richiesta dai nazisti e difese l'occupazione della Carelia orientale. Fu tra i principali fautori delle Olimpiadi estive di Helsinki del 1940.
Nel 1945 venne arrestato e l'anno seguente condannato a 6 anni di prigione per collaborazionismo con i nazisti durante la guerra contro l'URSS. Graziato nel 1949, riprese a lavorare per il Comitato Olimpico Finlandese, di cui fu anche presidente dal 1961 al 1963 e membro influente fino al 1967.